# Dwoisty Staw Gąsienicowy

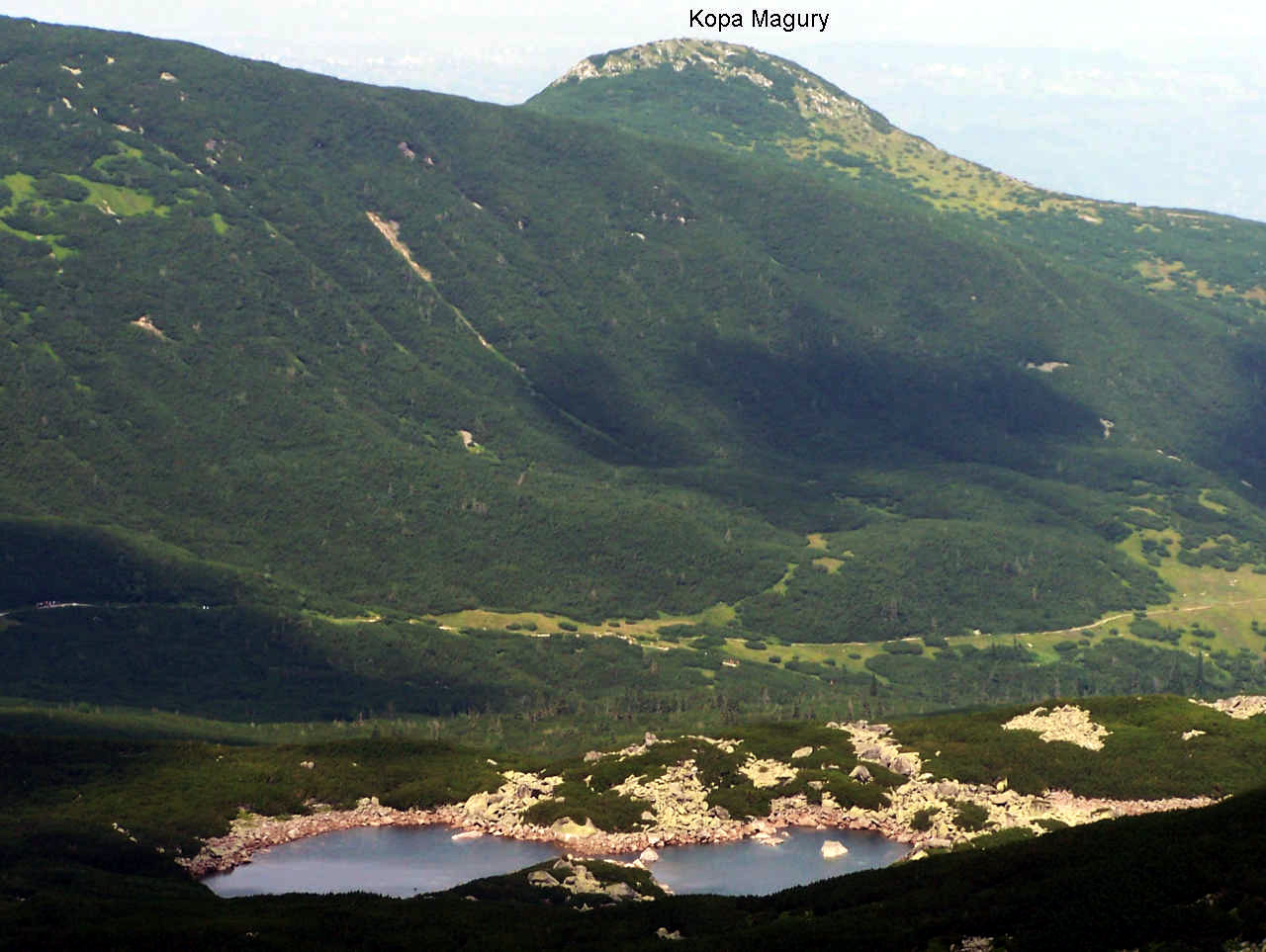
Dwoisty Staw, Uhrocie Kasprowe i Kopa Magury

Dwoisty Staw Gąsienicowy lub Dwoisty Staw – należące do Gąsienicowych Stawów oligotroficzne jezioro tatrzańskie, położone w zachodniej części Doliny Gąsienicowej (Dolinie Zielonej Gąsienicowej) w Roztoce Stawiańskiej, na wysokości nieco ponad 1657 m.

## Opis stawu
Dwoisty Staw to dwa sąsiadujące ze sobą niewielkie zbiorniki wodne:
- Dwoisty Staw Wschodni – o powierzchni 1,41 ha (szerokość 115 m, długość 195 m) i głębokości 9,2 m
- Dwoisty Staw Zachodni – o powierzchni 0,9 ha (szerokość 120 m, długość 140 m) i głębokości 7,9 m

Dane dotyczące powierzchni stawów pochodzą z przewodnika Tatry Wysokie Witolda Henryka Paryskiego. Aktualne zdjęcia satelitarne z 2004 r. pokazują, że powierzchnia stawów jest nieco mniejsza – Dwoisty Staw Wschodni ma 1,355 ha, Zachodni zaś 0,88 ha. W okresach średnio suchych Zachodni Staw Dwoisty rozpada się na dwa kolejne mniejsze zbiorniki i Dwoisty Staw staje się „Troistym”. Przy dużej suszy także Wschodni Staw rozdziela się na trzy mniejsze, a nawet dochodzi do całkowitego wyschnięcia. Na mapach obecnie Dwoisty Staw jest najczęściej przedstawiany jako trzy stawy.
Wahania poziomu wody w Dwoistym Stawie przekraczają 8 metrów, dlatego podawana głębokość może być jedynie orientacyjna. W zimie obydwa stawy tracą pod lodem wodę. Dzieje się tak dlatego, że dopływ wody zasilającej staw znajduje się u góry, płytko. Warstwa lodu odcina dopływ wody, a woda znajdująca się w stawie spływa odpływami w dół. Dno tych stawów nie jest pokryte mułem i piaskiem, lecz głazami.
Z Dwoistego Stawu Zachodniego wypływa Potok z Dwoistego Stawu uchodzący do Suchej Wody.
Bezpośrednio przy Dwoistym Stawie nie przebiega żaden znakowany szlak turystyczny. Teren ten jest ścisłym rezerwatem przyrody. Stawy są widoczne poniżej zachodnich zboczy Małego Kościelca podczas podchodzenia na Kościelec albo na Świnicę przez Świnicką Przełęcz.

## Fauna
Osobliwością stawu jest odkrycie w nim w 1882 r. bardzo rzadkiego skorupiaka – skrzelopływki bagiennej (Branchinecta paludosa). Ten arktyczny skrzelonóg występuje tylko w strefie podbiegunowej (w płytkich, zamarzających do dna jeziorach) i w dwóch jeziorach tatrzańskich (Dwoistym Stawie i Wyżnim Małym Furkotnym Stawku w Dolinie Furkotnej). Ostatnie badania pracowników TPN (1995–1996) wykazały jednak, że skorupiak ten w Dwoistym Stawie wyginął. Prawdopodobną przyczyną było nieprzemyślane zarybianie Stawów Gąsienicowych, przeprowadzane w latach 50. i 60. Wpuszczone do Dwoistego Stawu pstrągi wyjadły całą populację tego skorupiaka, a następnie w zimie same wyginęły, gdy staw zamarzł do dna. Populacja skrzelopływki bagiennej już nie odrodziła się, ale skorupiak ten licznie jeszcze występuje w Wyżnim Małym Stawku Furkotnym. TPN nie wyklucza w przyszłości restytucji skrzelopływki przy pomocy osobników z Wyżniego Małego Stawku Furkotnego.